# Anyuan, Ganzhou
Anyuan, tidigare romaniserat Anyuen, är ett härad som lyder under Ganzhous stad på prefekturnivå i Jiangxi-provinsen i södra Kina.
Under första hälften av 1930-talet ingick häradet Anyuan i den Kinesiska sovjetrepubliken.